# متحف بيت سيادي

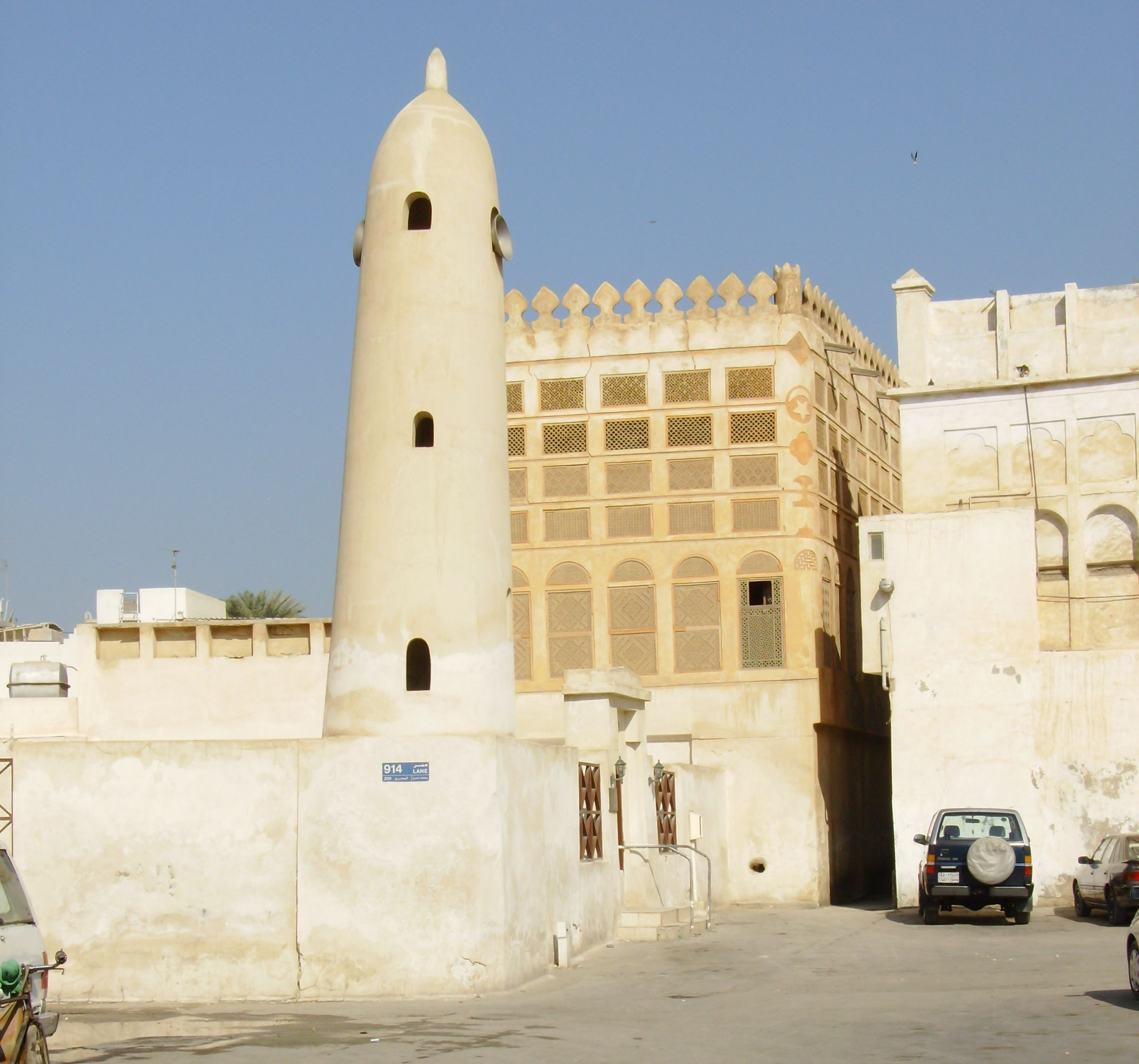
مسجد سيادي ومن خلفه بيت سيادي

متحف بيت سيادي المعروف أيضا باسم بيت سيادي هو مبنى تاريخي في مدينة المحرق بمملكة البحرين. يعتبر جزء من مجمع مباني شيدت من قبل تاجر اللؤلؤ عبد الله بن عيسى سيادي الذي يتضمن مسجد ومجلس. في حين تم بناء بيت سيادي بأمر من أحمد بن جاسم سيادي فإن مجلس سيادي بني بأمر من أحمد بن جاسم سيادي ومسجد سيادي كان مبادرة مشتركة من عيسى وجاسم بن أحمد سيادي. بيت سيادي جزء من طريق اللؤلؤ في البحرين وثاني موقع معترف به من قبل موقع التراث العالمي التابع لليونسكو في البلاد.

## التاريخ
وصلت عائلة سيادي إلى البحرين في أوائل القرن 19 واستقرت بالقرب من منازل الحكام في فريج الشيخ عبد الله. ثروة العائلة نشأت من مشاركتهم في تجارة اللؤلؤ والتي ازدهرت في المحرق في القرن 19.

## الهندسة المعمارية
أقدم جزء من مجمع المباني هو مسجد سيادي الذي تبرع به عيسى وجاسم بن يوسف سيادي للمجتمع في المحرق في 1865. تمت مراجعة المبنى الأصلي في وقت لاحق ووفقا لياروود فإنه يرجع تاريخ المبنى إلى 1910. مسجد سيادي هو أقدم مسجد في المحرق وما زالت تقام فيه الصلاة اليومية.
شُيّد مجلس سيادي على مرحلتين. المرحلة الأولى بدأها جاسم بن يوسف سيادي في 1850 ويغطي الطابق الأرضي بينما الطابق العلوي المتعدد الغرف فشيد خلال المرحلة الثانية في 1921. الجزء الأكبر من المجمع لا يزال يستخدم كمسكن خاص ويسكنه حاليا عبد الله بن حسن سيادي حفيد الباني عبد الله بن عيسى سيادي. البيت ليس مفتوحا للجمهور ولا يمكن زيارته. آخر توسعة كانت في عام 1931 وأصبحت بالتالي مساحة البيت 450 متر مربع.
توضح المباني الثلاثة زخارف متقنة من أواخر عصر صيد اللؤلؤ في البحرين ولا سيما مجلس سيادي الذي يحتوي على غرفة داخلية. في الوقت الحاضر فإن مجلس سيادي تحت مسؤولية وزارة الثقافة.